# Cemento de albañilería
El cemento de albañilería es un tipo de cemento que se obtiene por la molienda conjunta de clínker, piedra calcárea, sulfato de calcio (yeso) y aditivos químicos.

## Propiedades
La propiedad más importante del cemento de albañilería es la capacidad de retención de agua, y al elevarse su valor la plasticidad se mantiene durante un período más prolongado, se reduce la segregación, se incrementa la productividad de elevación de mampostería y se reduce la posibilidad del quemado o deshidratación del cemento. 
La retención de agua es igual al 70%. El aire incorporado es el responsable de conferirle plasticidad a las mezclas (a mayor contenido de aire, mayor plasticidad) y es cercano al 19%. 
La resistencia mecánica depende del contenido de aire y de la cantidad y calidad del clínker. Esta resistencia mecánica varía según normas entre 2,5 a 7 megapascales a los siete días de fraguado y de 4,5 a 8 a los veintiocho días.
| Requisitos                                    | Requisitos                                    | Unidad | Mínimo | Máximo |
| --------------------------------------------- | --------------------------------------------- | ------ | ------ | ------ |
| Tiempo de fraguado                            | Inicial                                       | min.   | 90     | -      |
| Tiempo de fraguado                            | Final                                         | hora   | -      | 24     |
| Finura                                        | Retenido sobre tamiz de 75 µm                 | %      | -      | 15     |
| Aire incorporado                              | Aire incorporado                              | %      | 12     | 24     |
| Constancia de volumen; expansión en autoclave | Constancia de volumen; expansión en autoclave | %      | -      | 1,0    |
| Resistencia a la compresión                   | A los 7 días                                  | MPa    | 2,5    | -      |
| Resistencia a la compresión                   | A los 28 días                                 | MPa    | 4,5    | -      |
| Retención de agua                             | Retención de agua                             | %      | 65     | -      |
| Contracción por secado                        | Contracción por secado                        | %      | -      | 0,15   |

## Usos
Debido a que su resistencia mecánica es significativamente menor que la del cemento Portland se le da otros usos en la construcción donde no se exija compromiso estructural.
- Submuraciones
- Mampostería
- Revoques gruesos
- Contrapisos interiores y exteriores
- Carpetas sobre contrapisos

| Rendimientos (en m²) | Rendimientos (en m²)                   | Rendimientos (en m²)                   | Rendimientos (en m²)                   | Rendimientos (en m²) | Rendimientos (en m²) |
| -------------------- | -------------------------------------- | -------------------------------------- | -------------------------------------- | -------------------- | -------------------- |
| Trabajos             | Tareas                                 | Tareas                                 | Tareas                                 | Arena fina           | Arena gruesa         |
| Mampostería          | Pared de 30 cm de ladrillo común       | Pared de 30 cm de ladrillo común       | Pared de 30 cm de ladrillo común       | 2,0                  | 3,0                  |
| Mampostería          | Pared de 15 cm de ladrillo común       | Pared de 15 cm de ladrillo común       | Pared de 15 cm de ladrillo común       | 4,4                  | 6,7                  |
| Mampostería          | Pared con ladrillo hueco de 8x15x20 cm | Pared con ladrillo hueco de 8x15x20 cm | Pared con ladrillo hueco de 8x15x20 cm | 9,8                  | 15,2                 |
| Revoque              | De 2 cm de espesor                     | De 2 cm de espesor                     | De 2 cm de espesor                     | 8,2                  | 12,8                 |
| Revoque              | De 3 cm de espesor                     | De 3 cm de espesor                     | De 3 cm de espesor                     | 5,4                  | 8,5                  |
| Carpetas             | De 2 cm de espesor                     | De 2 cm de espesor                     | De 2 cm de espesor                     | 5,1                  | -                    |
| Carpetas             | De 3 cm de espesor                     | De 3 cm de espesor                     | De 3 cm de espesor                     | 3,4                  | -                    |
| Contrapisos          | Interior de 10 cm de espesor           | Interior de 10 cm de espesor           | Interior de 10 cm de espesor           | 2,6                  | 3,4                  |
| Contrapisos          | Exterior de 10 cm de espesor           | Exterior de 10 cm de espesor           | Exterior de 10 cm de espesor           | 1,7                  | 2,9                  |